# Puntius endecanalis
Puntius endecanalis är en fiskart som beskrevs av Roberts, 1989. Puntius endecanalis ingår i släktet Puntius och familjen karpfiskar. Inga underarter finns listade i Catalogue of Life.